# Guy and Madeline on a Park Bench
Guy and Madeline on a Park Bench è un film indipendente del 2009 scritto, diretto e prodotto da Damien Chazelle al suo debutto alla regia.

## Trama
Guy e Madeline sono due fidanzati che si seggono spesso in una panchina di Boston. Lui è un trombettista di colore, lei una ragazza di New York alla ricerca di un lavoro.
Guy si esibisce spesso in un locale con la sua band. Madeline è sempre al suo fianco.
Un giorno, da solo, Guy conosce Sandha-Helena; si guardano e finiscono assieme.
Guy e Madeline si ritrovano nella panchina ma non si raccontano nulla.
Madeline torna a New York dai genitori senza rivelare loro di non essere molto contenta, poi con le cuffie ascolta una composizione di Guy.
Durante un nuovo concerto un cantante parla di un amore nel parco in autunno.
Il giorno dopo anche Madeline canta un amore nato la sera prima in spiaggia, poi al parco, il quale, a differenza di altri amori non dovrebbe finire. Forse è il suo.
Madeline fa un colloquio di lavoro e viene assunta al "Summer Shack", un ristorante.
Guy presenta agli amici l'amante Helena, poi va ad esibirsi.
Intanto Madeline gli scrive una lettera dicendo che ha un nuovo lavoro. Guy torna a letto con Helena e verrà raggiunto dai parenti nell'albergo in cui risiede.
Madeline si bacia con uno sconosciuto, un artista che non rivedrà mai più. Parallelamente per strada c'è anche Helena che finirà per conoscere un vecchio di nome Franck.
Guy decide di rivedere Madeline e va a New York ma i genitori non sanno dove sia. Madeline lavora nel ristorante e si esibisce in un balletto tra i tavoli e canta una canzone con i colleghi, parlando di New York, dove decide di ritornarvi.
Dopo un lungo peregrinare i due fidanzati si incrociano ma è troppo tardi. Mentre Madeline prepara le sue valigie per tornare a New York, Guy le suona un suo pezzo jazz forse per l'ultima volta.

## Distribuzione
La prima si ebbe al Tribeca Film Festival il 23 aprile 2009.